# Anderson Cléber Beraldo
Anderson Cléber Beraldo (São Paulo, Brasil, 27 de abril de 1980), futbolista brasileño. Juega de defensa y su actual equipo es el América Mineiro brasileño.

## Clubes

### Como jugador
| Club              | País     | Año         |
| ----------------- | -------- | ----------- |
| Corinthians       | Brasil   | 2000 - 2005 |
| SL Benfica        | Portugal | 2005 - 2007 |
| Olympique de Lyon | Francia  | 2007 - 2010 |
| São Paulo         | Brasil   | 2008        |
| Cruzeiro          | Brasil   | 2009        |
| América Mineiro   | Brasil   | 2011 - 2012 |
| Paraná Clube      | Brasil   | 2012 - 2013 |

### Como entrenador
| Club       | País   | Año   |
| ---------- | ------ | ----- |
| Portuguesa | Brasil | 2016- |

## Palmarés

### Campeonatos nacionales
| Título                         | Club        | País     | Año  |
| ------------------------------ | ----------- | -------- | ---- |
| Copa de Brasil                 | Corinthians | Brasil   | 2000 |
| Campeonato Paulista            | Corinthians | Brasil   | 2001 |
| Campeonato Paulista            | Corinthians | Brasil   | 2003 |
| Campeonato Brasileño de Fútbol | Corinthians | Brasil   | 2005 |
| Supercopa de Portugal          | Benfica     | Portugal | 2006 |

- Datos: Q491506
- Multimedia: Anderson Cléber Beraldo / Q491506